# Steintormasch

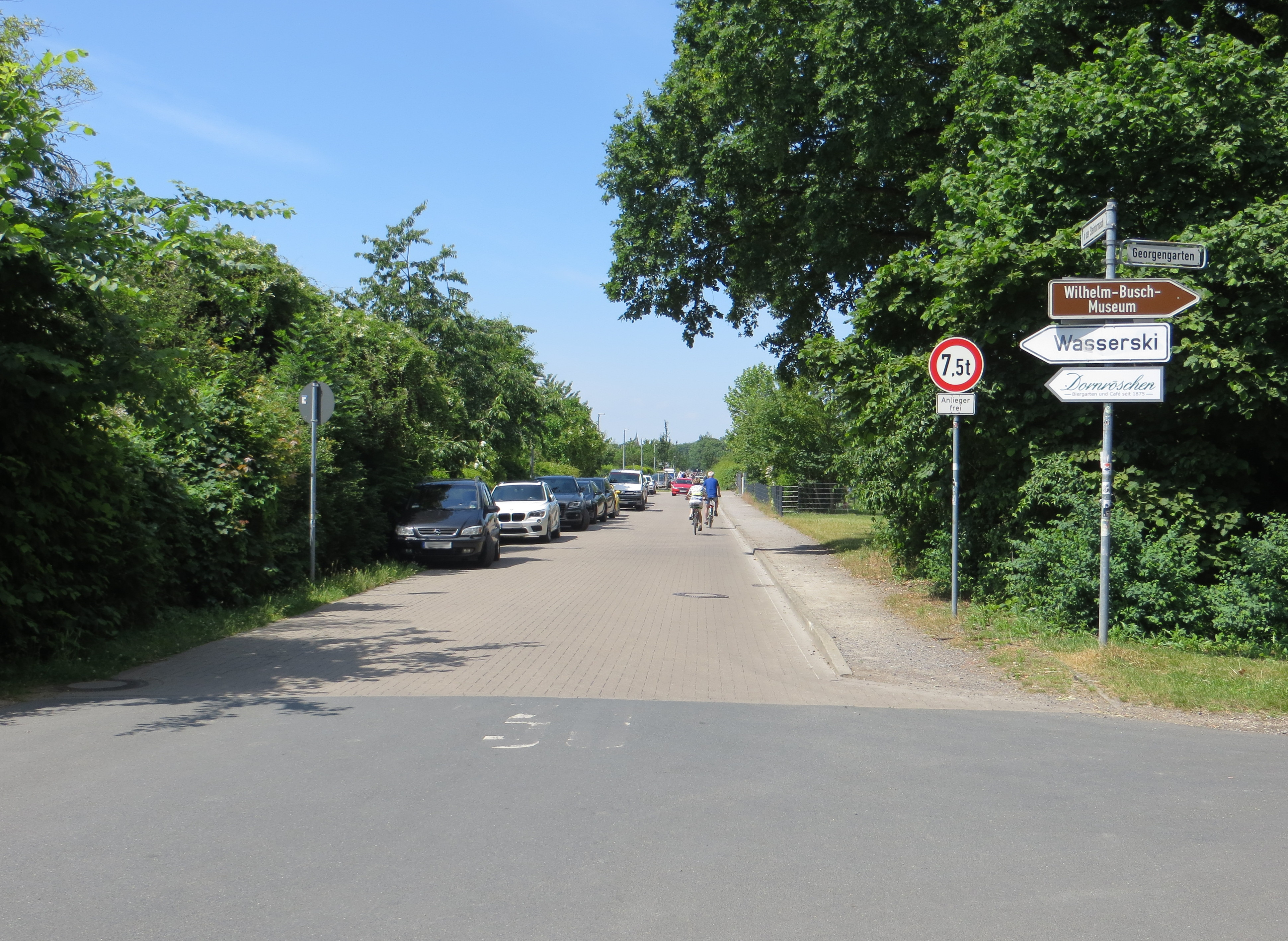
Blick in die Straße In der Steintormasch

Die Steintormasch in Hannover ist ein ehemaliges Überschwemmungsgebiet entlang der Flussaue der Leine zwischen der Calenberger Neustadt und Herrenhausen. Das Areal zwischen dem Flussufer und dem Georgengarten längs des Bremer Damms bis zum Großen Garten und der Wasserkunst Herrenhausen ist heute ein Naherholungsgebiet mit Grünflächen, Kleingärten und Sportanlagen.

## Geschichte
Die Steintormasch bezeichnete die ursprünglich sumpfigen Wiesen der Masch vor dem Steintor etwa  ab der Goseriede mit dem später dort aufgestellten Gänseliesel-Brunnen.
Eine frühe Nutzung der Steintormasch erfolgte zur Zeit des Kurfürstentums Braunschweig-Lüneburg, als die Gräfin Sophie Charlotte von Kiemannsegg 1706 durch Louis Remy de la Fosse im Moritzwinkel den barocken Lustgarten Monplaisir anlegen ließ. Im selben Jahr begann der Wasserbauingenieur Etienne Maillet de Fourton mit der Anlage einer Wasserkunst in der Steintormasch.

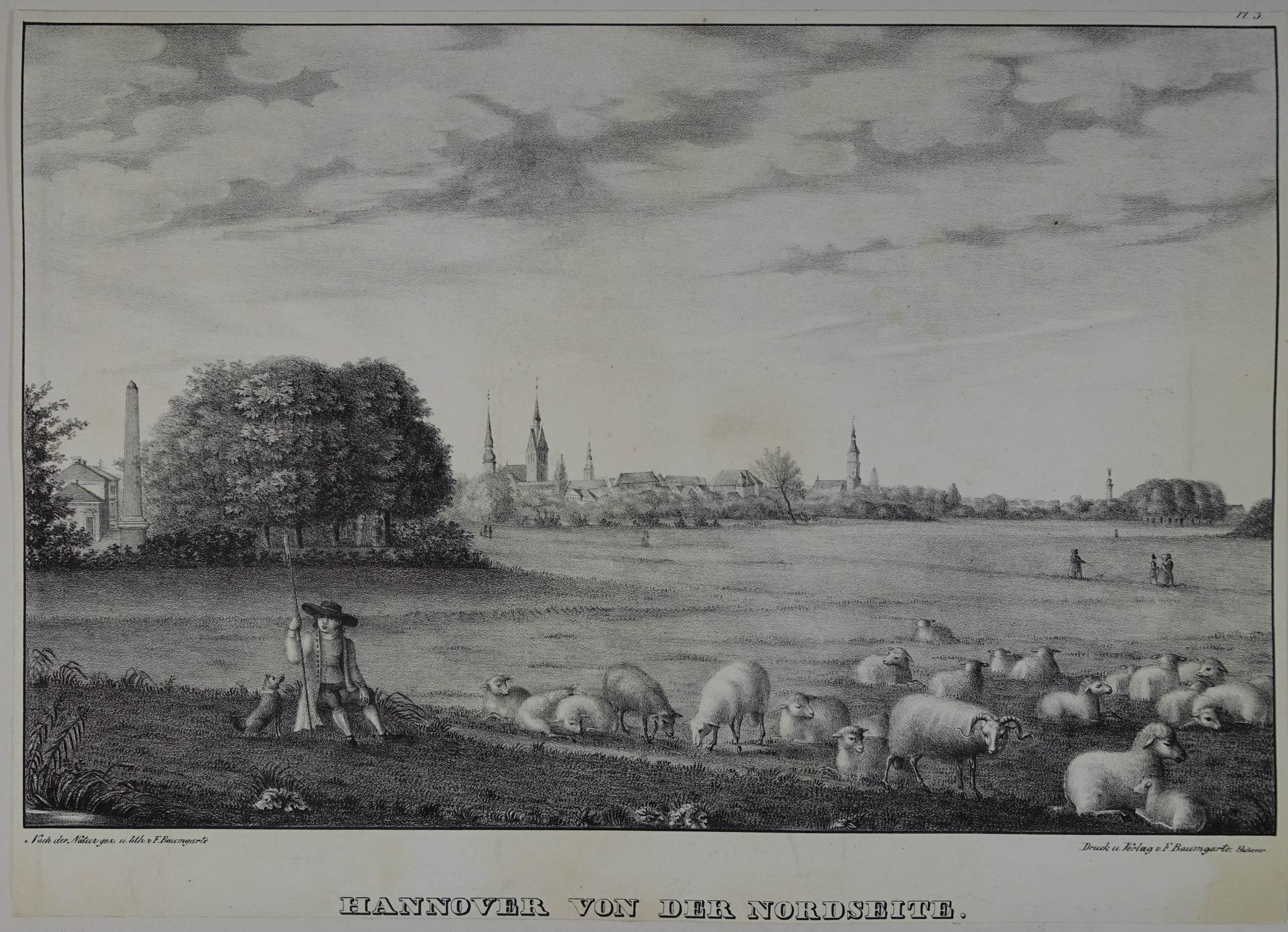
Um 1833/34: „Hannover von der Nordseite“, idealisiert mit Schäfer und Schafherde vor der Steintormasch;
links Hundestein-Obelisk und Georgenpalais, im Hintergrund Vedute mit der Waterloosäule; Lithografie von Friedrich Baumgarte

Zur Zeit des Königreichs Hannover fertigte Friedrich Baumgarte Anfang der 1830er Jahre die Lithografie „Hannover von der Nordseite“, die die Steintormasch zwischen dem Hundestein-Obelisken und der Vedute der Stadt noch als unbebaute Wiesen- und Weidelandschaft zeigte.

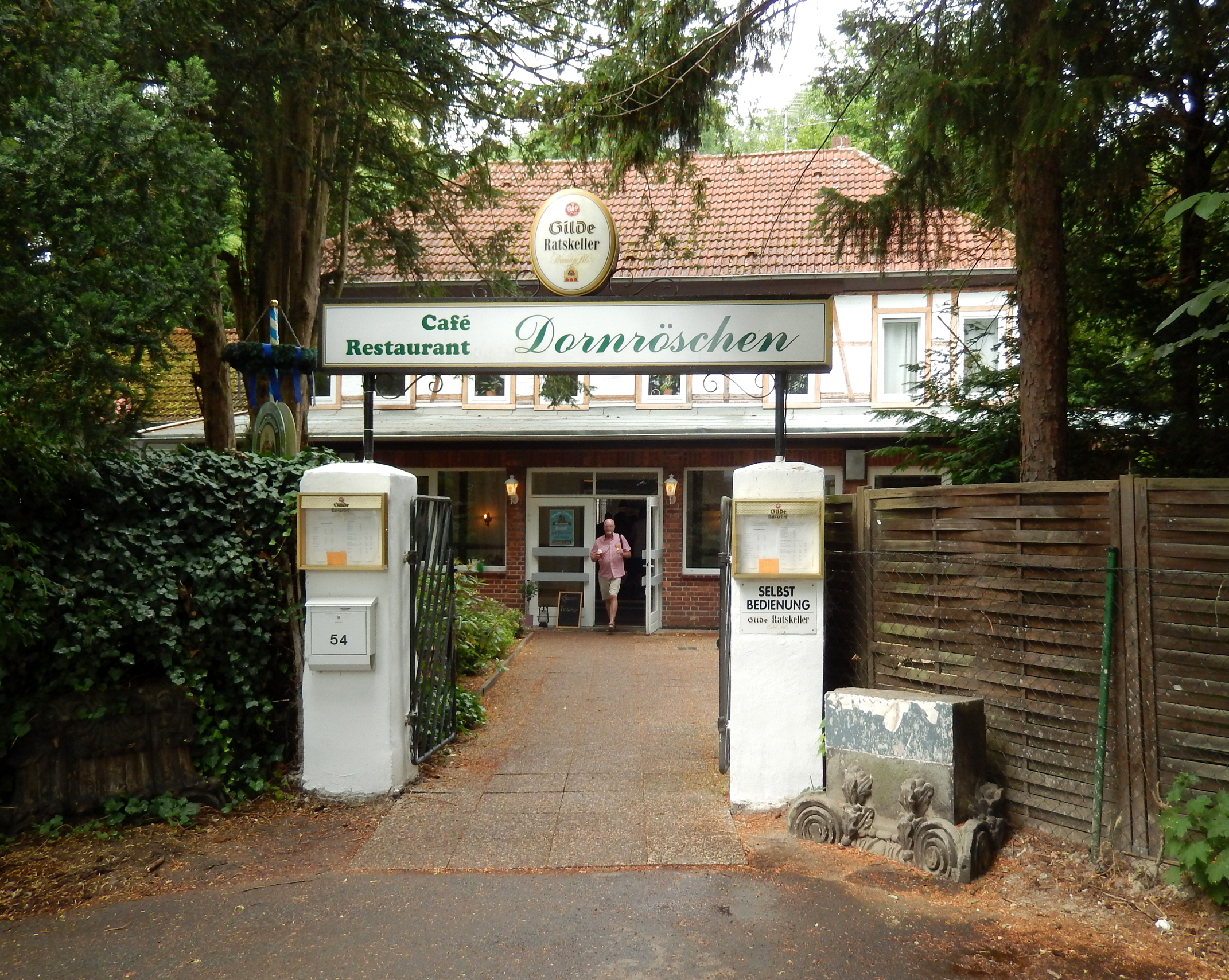
Café Restaurant Dornröschen

Im Zuge der Industrialisierung wurde 1875 die Arbeiter- und Ausflugs-Gaststätte Dornröschen am Ostufer der Leine eröffnet.

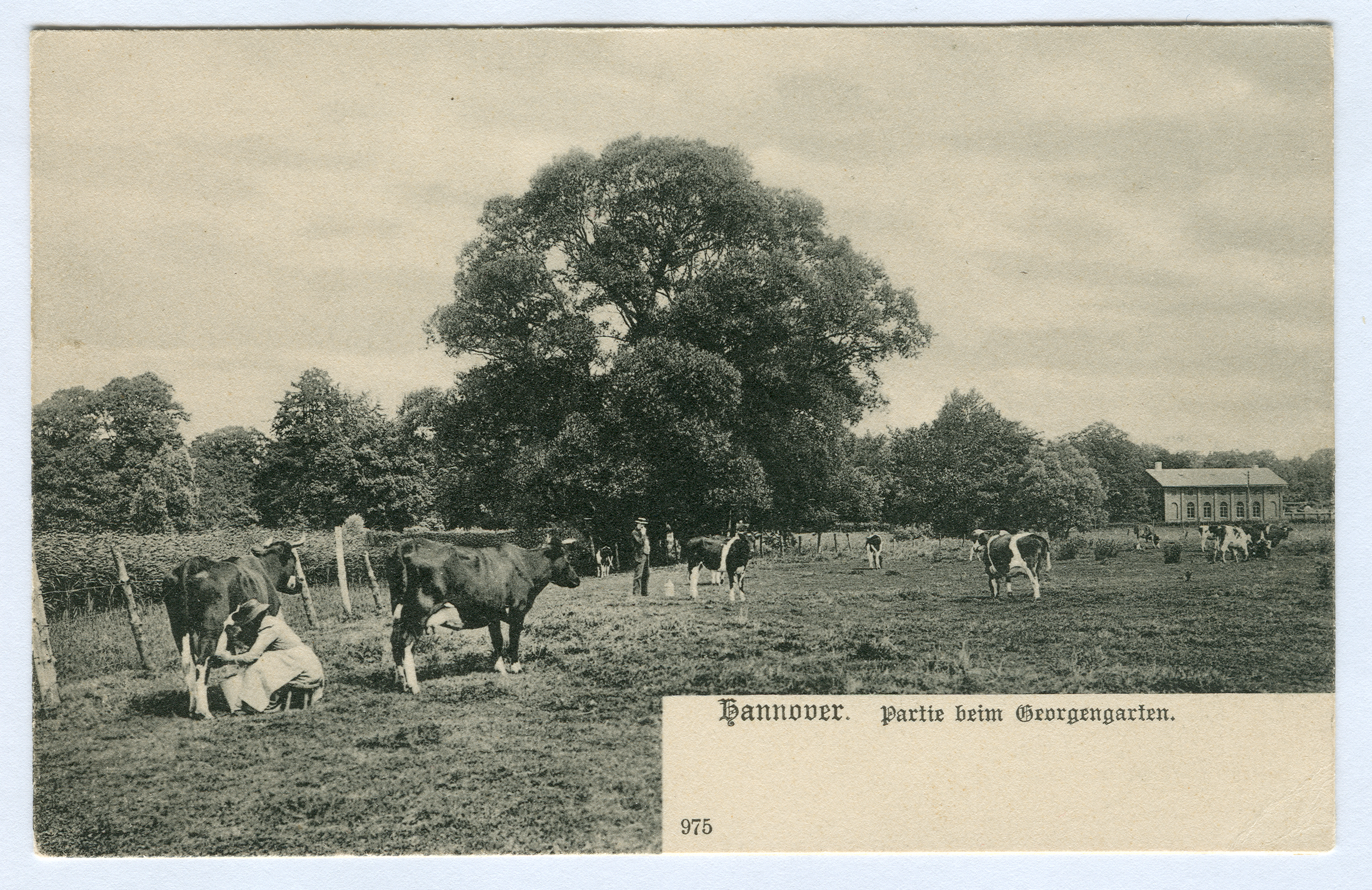
Um 1900: Kühe-Melken auf einer Weide in der Steintormasch;
Ansichtskarte Nr. 975 von Karl F. Wunder

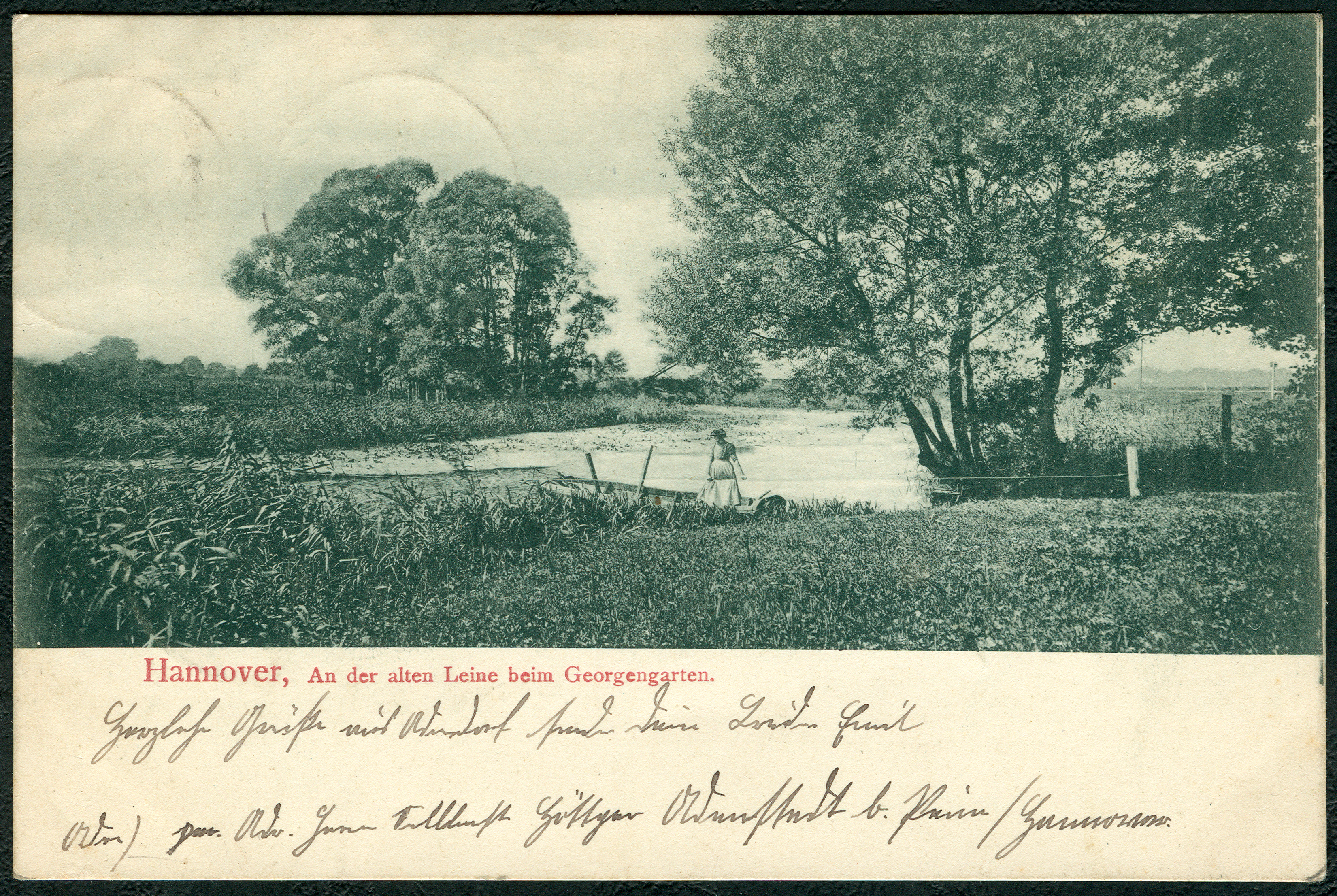
Feuchtgebiet „An der alten Leine beim Georgengarten“;
Ansichtskarte, anonym, um 1900

Ende des 19. Jahrhunderts entstanden in Anlehnung an die frühen Schrebergärten die ersten Kleingarten-Kolonien in der damaligen Industriestadt Linden und Hannover. 1894 wurde in der Steintormasch die Kolonie „Königsworth“, anfangs unter dem Namen „Poggenhausen“ gegründet. 1901 wurde zudem die Kolonie Georgengarten gegründet, 1905 die Kolonien Rosendorf und Dornröschen.
Die regelmäßig wiederkehrenden Probleme durch das in den Wintermonaten auftretende Leine-Hochwasser wurden durch die Eindeichung der Leine im Zuge des Baus des Leineabstiegskanals und des am 6. August 1917 eröffneten Leine- oder Stapelhafens gemildert. Wenige Jahre später schlossen sich die Kleingartenkolonien längs des Flusses 1920 zum Verein Steintormasch Kleingärtnerverein e.V. zusammen. In der Hochphase der Deutschen Hyperinflation kam die 1923 gegründete Kolonie Wiesengrund dazu.
Gegen Ende der Weimarer Republik schenkte die Stadt Hannover der Technischen Hochschule anlässlich ihres 100-jährigen Bestehens einen Sportplatz in der Steintormasch, der am 1. Juli 1931 als „Hochschulstadion“ festlich eröffnet wurde.
Zur Zeit des Nationalsozialismus wurde der Kleingärtnerverein Steintormasch 1939 zur Auflösung gezwungen. Während der Luftangriffe auf Hannover im Zweiten Weltkrieg zerstörte der letzte Bomber-Angriff der Alliierten auf Hannover am 28. März 1945 mit mehr als 200 Sprengbomben das Gelände weitgehend. Dem gemeinschaftlichen Verfüllen der Bombentrichter und dem Wiederaufbau der Gartenlauben folgte die Hochwasserkatastrophe 1946 die Steintormasch meterhoch unter Wasser. Erst im Folgejahr 1947 konnte – mit Genehmigung der Britischen Militärbehörden unter General Sir Brian H. Robertson der Kleingärtnerverein neu als „Vereinigte Steintormasch e.V.“ gegründet werden.

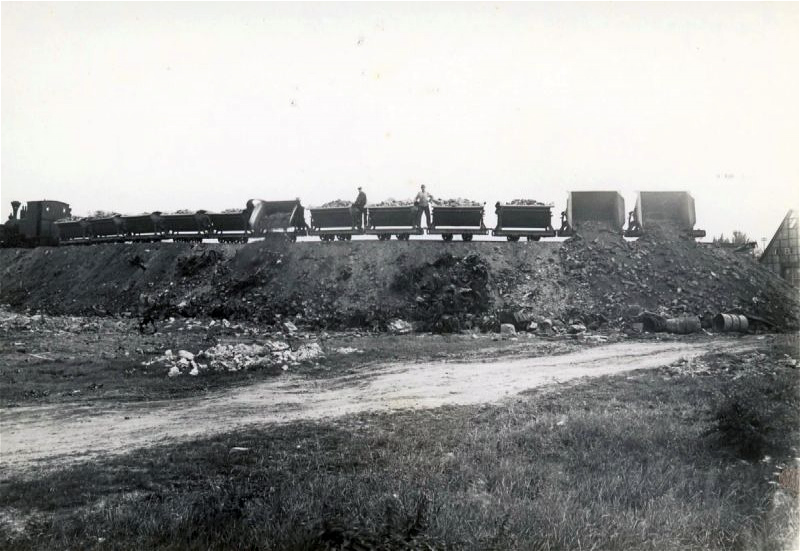
1946: Trümmer-„Schuttanfuhr mit einer Feldbahn auf dem Kippgelände Steintormasch“;
Foto von Peter Mütze; Archiv der Region Hannover

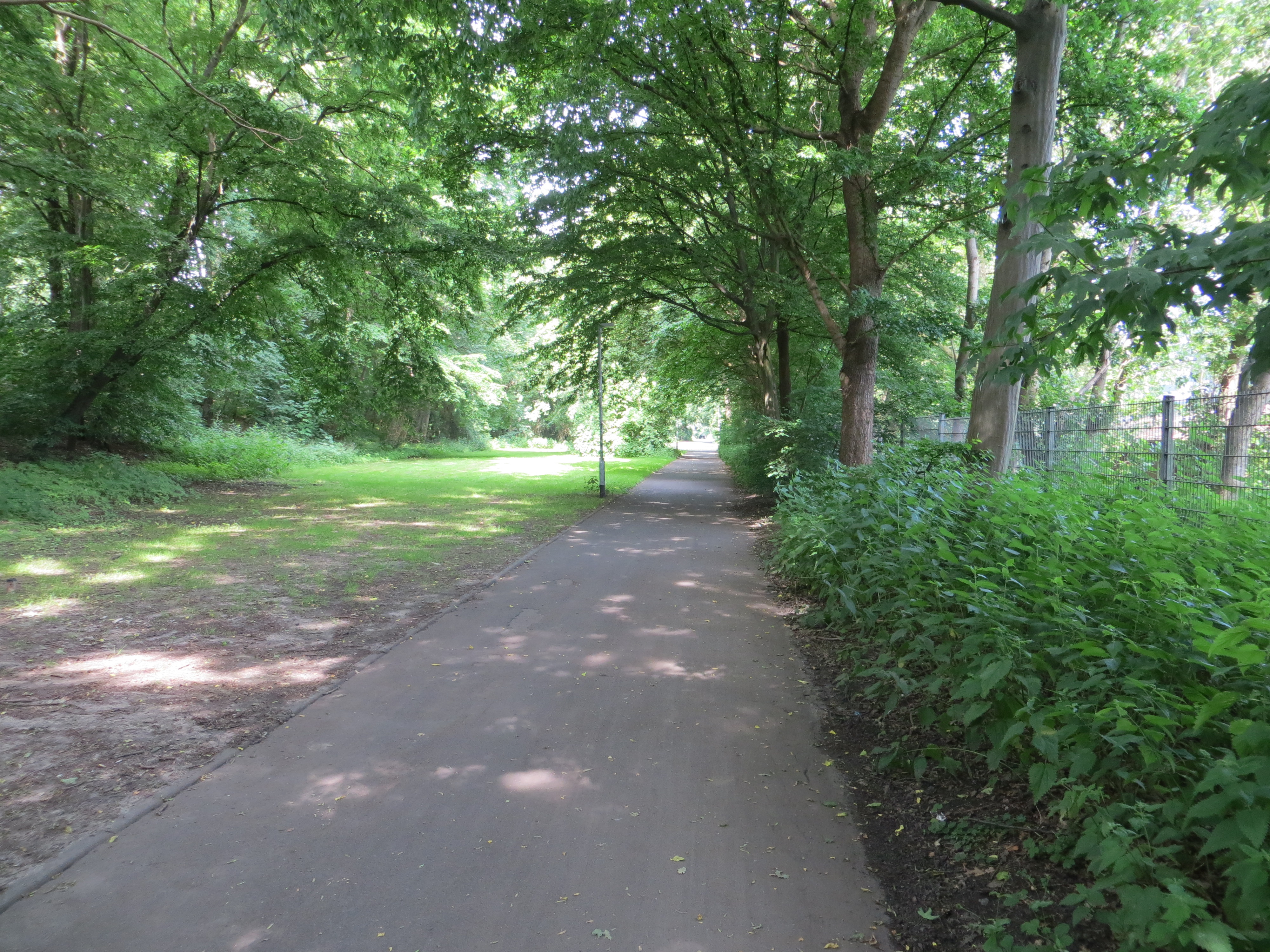
Asphaltierter Fuß- und Radweg Am Moritzwinkel

In der Nachkriegszeit wurde die schon zuvor unter dem Stadtplaner Karl Elkart erdachte Anbindung an die Reichsautobahn in Form des hochgelegten Bremer Damms durch die Leineaue 1959 als Schnellweg nach Bremen nach Plänen von Rudolf Hillebrecht im Sinne der „autogerechten Stadt“ realisiert.
Zur Weltausstellung Expo 2000 wurden Wege und insbesondere die Hauptzufahrtstraße „In der Steintormasch“ saniert und ein Informations-Pavillon zum Thema „Kleingärten – Lebens- und Erholungsräume“ errichtet. Dieser wurde nach Expo-Ende der Vereinigten Steintormasch offiziell übergeben; der Verein führt dort seitdem seine Geschäftsstelle.